# Beim Bandele

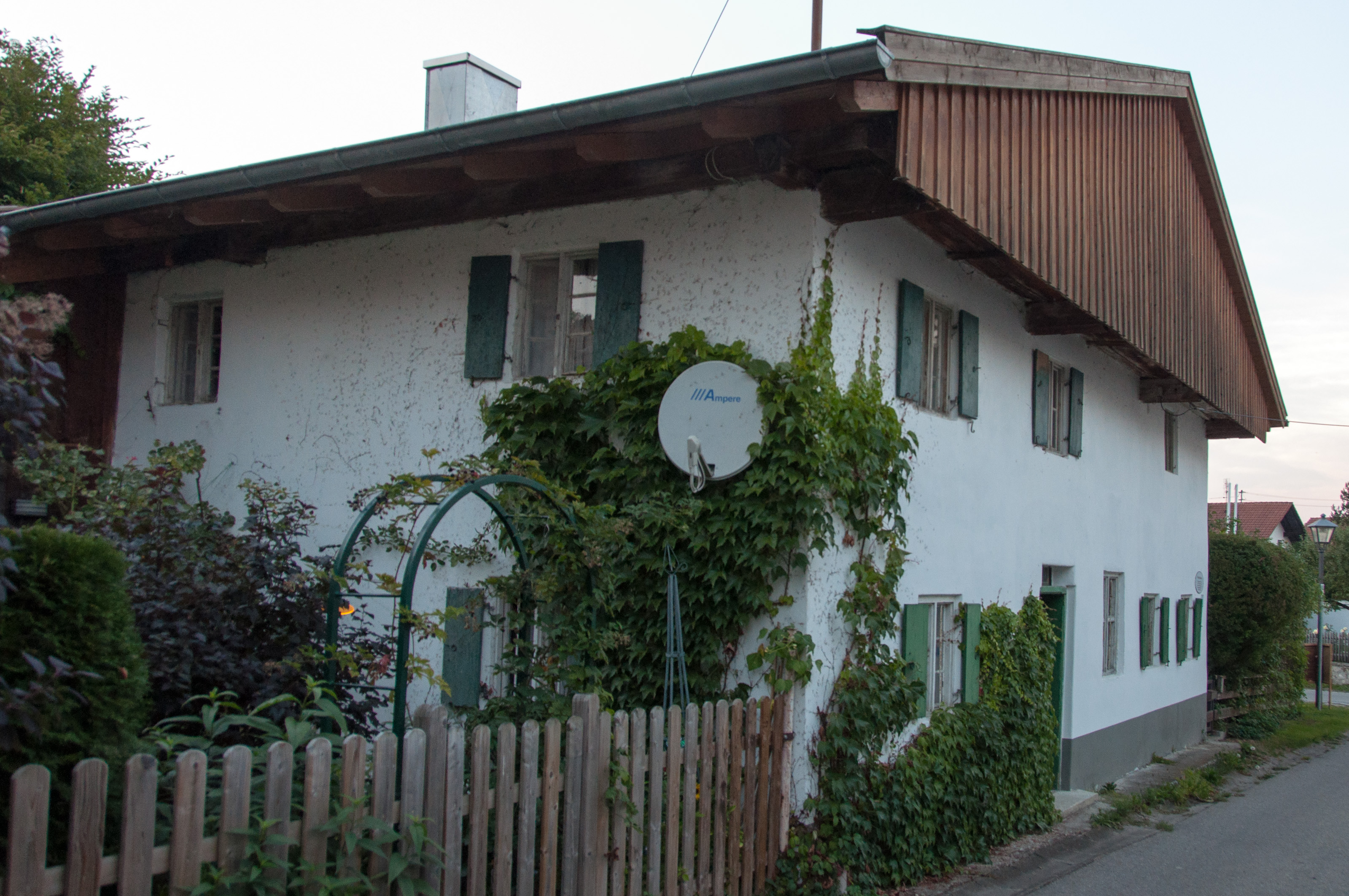
Haus Beim Bandele in Unterapfeldorf

Das Gebäude Beim Bandele in Unterapfeldorf, einem Gemeindeteil von Apfeldorf im oberbayerischen Landkreis Landsberg am Lech, wurde in der zweiten Hälfte des 17. Jahrhunderts errichtet. Das ehemalige Doppelhaus an der Schulstraße 5 ist ein geschütztes Baudenkmal.
Der zweigeschossige Flachsatteldachbau steht giebelseitig zur Straße an der Hangkante des Lechs. Der verputzte Holzständerbau besitzt einen verschalten, vorkragenden Giebel an der Straßenseite.